# Hyalonema acuferum
Hyalonema acuferum är en svampdjursart som beskrevs av Schulze 1893. Hyalonema acuferum ingår i släktet Hyalonema och familjen Hyalonematidae. Inga underarter finns listade i Catalogue of Life.